# Liste der Kulturdenkmäler in Bechtheim
In der Liste der Kulturdenkmäler in Bechtheim sind alle Kulturdenkmäler der rheinland-pfälzischen Ortsgemeinde Bechtheim aufgeführt. Grundlage ist die Denkmalliste des Landes Rheinland-Pfalz (Stand: 25. März 2025).

## Denkmalzonen
| Bezeichnung                                       | Lage              | Baujahr                             | Beschreibung | Bild                           |
| ------------------------------------------------- | ----------------- | ----------------------------------- | --- | ------------------------------ |
| Denkmalzone Katholische Pfarrkirche St. Lambertus | Kirchgasse 3 Lage | erstes Viertel des 11. Jahrhunderts | dreischiffige romanische Pfeilerbasilika in der Art der Wormser Schule; im Langhaus geringe Reste des spätottonischen Baus, erstes Viertel des 11. Jahrhunderts, Turm erste Hälfte des 12. Jahrhunderts, Obergeschosse des Turms und Dächer 1560/70 erneuert, Mittel- und nördliches Seitenschiff Mitte des 12. Jahrhunderts, südliches Seitenschiff und Hochchor um 1170/80; um 1300 gotische, im 18. Jahrhundert barocke Veränderungen; an der Kirche Reste der mittelalterlichen Friedhofsbefestigung; spätantike Steinsarkophage; im Kirchhof barocke Grabsteine, erste Hälfte des 18. Jahrhunderts, Mariensäule, 19. Jahrhundert | weitere Bilder Fotos hochladen |

## Einzeldenkmäler
| Bezeichnung                        | Lage                                             | Baujahr                    | Beschreibung | Bild                           |
| ---------------------------------- | ------------------------------------------------ | -------------------------- | --- | ------------------------------ |
| Hofanlage                          | Ägidiusstraße 2 Lage                             | 18. Jahrhundert            | ehemaliger Adelshof; spätbarocker Krüppelwalmdachbau, frühes 18. Jahrhundert; Torbogen mit Wappen, bezeichnet 1583; Scheune mit Krüppelwalmen und Giebelfachwerk, 18. Jahrhundert, Kreuzgewölbestall, bezeichnet 1840, Kelterhaus, bezeichnet 1897 | BW                             |
| Ägidiusbrunnen                     | Ägidiusstraße, bei Nr. 15 Lage                   | 18. Jahrhundert            | Brunnen mit ehemaliger Waschanlage, wohl aus dem 18. Jahrhundert | Fotos hochladen                |
| Hofanlage                          | Am Markt 1 Lage                                  | Mitte des 18. Jahrhunderts | Hakenhof; eingeschossiges spätbarockes Wohnhaus, abgewalmtes Mansarddach, Mitte des 18. Jahrhunderts, Nebengebäude aus dem 18. oder 19. Jahrhundert | BW                             |
| Evangelisches Pfarrhaus            | Am Markt 3 Lage                                  | 1781                       | spätbarocker Krüppelwalmdachbau, bezeichnet 1781; städtebaulich bedeutend | BW                             |
| Wohnhaus                           | Am Markt 6/8 Lage                                | um 1700                    | giebelständiges Wohnhaus unter steilem Satteldach, teilweise Zierfachwerk, spätes 17. oder frühes 18. Jahrhundert; platzbildprägend | BW                             |
| Rat- und Schulhaus                 | Am Markt 7 Lage                                  | 1822                       | ehemaliges Rat- und Schulhaus; klassizistischer Walmdachbau, 1822, Architekt Friedrich Schneider; Kellerbogen bezeichnet 1728; städtebaulich bedeutend | Fotos hochladen                |
| Hofanlage                          | Am Markt 9 Lage                                  | Mitte des 18. Jahrhunderts | Dreiseithof; barocker Krüppelwalmdachbau, teilweise Fachwerk, verputzt, Mitte des 18. Jahrhunderts; städtebaulich bedeutend | BW                             |
| Wohnhaus                           | Am Markt 13 Lage                                 | 18. Jahrhundert            | barocker Krüppelwalmdachbau, teilweise Fachwerk (verputzt), 18. Jahrhundert; Standerker, 1925; städtebaulich bedeutend | BW                             |
| Bahnhof Bechtheim                  | Bahnhofstraße 10 Lage                            | um 1897                    | ehemaliger Bahnhof der Bahnstrecke Gau Odernheim–Osthofen, um 1897; dreiteiliger gründerzeitlicher Typenklinkerbau, Güterschuppen, gepflasterter Vorplatz | Fotos hochladen                |
| Kriegerdenkmäler und Grabkreuz     | Gaustraße, bei Nr. 26 auf dem Friedhof Lage      | ab 1880                    | auf dem Friedhof: - ehemaliges Friedhofsgebäude, Heimatstil, um 1910/20; - Kriegerdenkmal, 1870/71, Sandstein, gegen 1908; - Kriegerdenkmal 1914/18, neuklassizistischer Obelisk, Muschelkalk, 1920er Jahre; - Gräber: Pfarrer-Grabkreuz, um 1882; Grabstätte Held-Blum-Geil, um 1910/20, Figur einer Trauernden zwischen Obelisken; Grabstätte Familie Koch, um 1900; Grabstätte Eheleute Ballemir, um 1908 | BW                             |
| Evangelische Pfarrkirche           | Kuhpfortenstraße 3 Lage                          | 1909/10                    | neubarocker Saalbau, 1909/10, Architekt Friedrich Pützer, Darmstadt; Vorplatz mit Treppenanlage; ortsbildprägend | weitere Bilder Fotos hochladen |
| Hof Üxküll                         | Kuhpfortenstraße 5 Lage                          | 18. Jahrhundert            | Vierseithof; spätbarocker Walmdachbau, teilweise Fachwerk, 18. Jahrhundert, über älterem Keller, ehemals bezeichnet 1606; Scheunenkeller, bezeichnet 1595; straßenbildprägend | BW                             |
| Türsturz                           | Kuhpfortenstraße, an Nr. 6 Lage                  | 1587                       | Renaissancetürsturz, bezeichnet 1587 | BW                             |
| Lambertusbrunnen                   | Lambertusstraße, bei Nr. 23 Lage                 | 18. Jahrhundert            | Brunnen mit ehemaliger Waschanlage, wohl aus dem 18. Jahrhundert | Fotos hochladen                |
| Hofanlage                          | Martin-Luther-Straße 3 Lage                      | 18. Jahrhundert            | Hakenhof; barocker Krüppelwalmdachbau, teilweise Fachwerk, verputzt, wohl aus dem 18. Jahrhundert | BW                             |
| ehemalige Synagoge                 | Martin-Luther-Straße 4 Lage                      | 1855                       | Bruchsteinbau, 1855, Architekt Nicolaus Binz, Worms | BW                             |
| Torbogen                           | Steig bei der Warte, an Nr. 2 Lage               | 1770                       | Torbogen; verzierter Scheitelstein mit Küferzeichen, bezeichnet 1770 HR | BW                             |
| Schlussstein                       | Steig bei der Warte, bei Nr. 4 Lage              | 1757                       | ehemaliger Schlussstein, bezeichnet 1757, im Hof des ehemaligen Gasthauses „Zum roten Ochsen“ vermauert | BW                             |
| Hofanlage                          | Wilhelmstraße 10 Lage                            | 1760                       | ehemaliger Adelshof; Vierflügelanlage; spätbarockes Wohnhaus, 1760, zweiflügelige Ökonomie mit Mansarddächern, bezeichnet 1760 | BW                             |
| Winzerhalle                        | Winzerstraße 8 Lage                              | 1903/04                    | ehemalige Winzerhalle, 1903/04, Architekt August Hofmann, Worms; späthistoristischer Klinkerbau mit mehrschiffiger gewölbter Kelleranlage | BW                             |
| Villa                              | Winzerstraße 11 Lage                             | um 1910                    | kubischer Pyramidendachbau, Reformarchitektur, um 1910 | BW                             |
| Portal                             | Wormser Straße, an Nr. 4 Lage                    | 1578                       | Portalgewände aus rotem Sandstein, bezeichnet 1578 | BW                             |
| Wasserbehälter                     | nördlich des Ortes; Flur Auf der Hessenhohl Lage | um 1905                    | neuklassizistischer Typenbau, Bossenquader, um 1905 | BW                             |
| Bahnhof Monzernheim-Bechtheim West | Bechtheim-West, Nr. 14 Lage                      | um 1897                    | ehemaliger Bahnhof Monzernheim der Bahnstrecke Gau Odernheim–Osthofen; dreiteilige gründerzeitliche Baugruppe, Klinker-Typenbau, Güterschuppen verbrettert, um 1897 | BW                             |
| Transformatorenturm                | Bechtheim-West, bei Nr. 23 Lage                  | um 1913                    | fünfgeschossiger Putzbau mit bossiertem Sandsteinsockel, Zeltdach, um 1913 | BW                             |

## Ehemalige Kulturdenkmäler
| Bezeichnung | Lage                       | Baujahr         | Beschreibung | Bild |
| ----------- | -------------------------- | --------------- | --- | ---- |
| Hofanlage   | Steig bei der Warte 2 Lage | 18. Jahrhundert | Vierseithof; spätbarockes Fachwerkhaus, teilweise massiv, im Kern aus dem 18. Jahrhundert, Überformung im 19. Jahrhundert; Wohngebäude 2014 abgebrochen und aus Denkmalliste gelöscht | BW   |